# 20. Tarnowska Nagroda Filmowa
20. Tarnowska Nagroda Filmowa – odbyła się w dniach 7–13 maja 2006 roku.

## Filmy konkursowe
- Cała zima bez ognia – reż. Grzegorz Zgliński
- Doskonałe popołudnie – reż. Przemysław Wojcieszek
- Jestem – reż. Dorota Kędzierzawska
- Kochankowie z Marony – reż. Izabella Cywińska
- Komornik – reż. Feliks Falk
- Masz na imię Justine – reż. Franco de Peña
- Mistrz – reż. Piotr Trzaskalski
- Parę osób, mały czas – reż. Andrzej Barański
- Persona non grata – reż. Krzysztof Zanussi
- Rozdroże Cafe – reż. Leszek Wosiewicz
- Skazany na bluesa – reż. Jan Kidawa-Błoński
- Wróżby kumaka – reż. Robert Gliński
- Wszyscy jesteśmy Chrystusami – reż. Marek Koterski

## Skład jury
- Małgorzata Szumowska – reżyser, przewodnicząca jury
- Jerzy Armata – krytyk filmowy, dziennikarz Gazety Wyborczej
- Władysław Boryczko
- Krystyna Latała – prezes Radia Maks
- ks. Piotr Łabuda –  dyrektor Wydawnictwa Diecezji Tarnowskiej Biblos
- Łukasz Maciejewski – krytyk filmowy
- Piotr Małecki – fotografik
- Dawid Osysko – dziennikarz radia RDN Małopolska
- Tadeusz Sobolewski – krytyk filmowy
- Maria Wardyń – zastępca dyrektora Tarnowskiego Centrum Kultury

## Laureaci
- Nagroda Grand Prix – Statuetka Leliwity: 
  - Wszyscy jesteśmy Chrystusami – reż. Marek Koterski

- Nagroda Jury Młodzieżowego – Statuetka Kamerzysty: 
  - Wszyscy jesteśmy Chrystusami – reż. Marek Koterski

- Nagroda publiczności – Statuetka Maszkarona: 
  - Skazany na bluesa – reż. Jan Kidawa-Błoński

- Nagroda specjalna jury:
  - Grzegorz Zgliński – (Cała zima bez ognia)

- Nagroda za całokształt twórczości:
  - Andrzej Wajda